# (8821) 1987 DP6
A (8821) 1987 DP6 a Naprendszer kisbolygóövében található aszteroida. Henri Debehogne fedezte fel 1987. február 23-án.